# Ai Temaki
Ai Temaki – nauruański lekkoatleta.
W 2007 roku, osiągając wynik 1:07,0, zdobył srebrny medal w biegu na 400 metrów przez płotki podczas zawodów Tri-rigger Championships 2007 (w zawodach tych rywalizują tylko sportowcy z Nauru i Kiribati). Wynik ten jest jednocześnie obecnym rekordem Nauru.

## Rekord życiowy
- Bieg na 400 metrów przez płotki – 1:07,0 (16 czerwca 2007, Bairiki), rekord Nauru[2]